# صردية (فصيلة)
الفصيلة الصُرَديّة  أو دقنوش (الاسم العلمي: Laniidae)، (بالإنجليزية: Shrike)‏ تنتمي الي رتبة عصفوريات (الاسم العلمي: Passeriformes)، هي فصيلة طيور تتكون من 83 نوعا، وهي طيور متوسطة إلى صغيرة الحجم تعيش بعض أنواعها بصورة منفردة والبعض الآخر في جماعات، وتعيش طيور هذه العائلة معظم أوقاتها طائرة في الجو، ورأس الدقنوش كبير بالنسبة للجسم، ويصل طول الطائر 15 - 38 سم والوزن من 10 - 87 جم، ومنقار الدقنوش حاد وقوي وله طرف خطافي وعليه بعض الشعيرات عند القاعدة، وبعض أنواع العائلة ذات منقار ضعيف.